# Guilty as Sock!
Guilty as Sock! es un videojuego de socialización de 2025 desarrollado y publicado por Demon Max.

## Modo de juego
Guilty as Sock! es un videojuego de socialización para tres a nueve jugadores. Ambientado en un tribunal ficticio, el juego se juega a través del modo multijugador en línea, siendo el chat de voz un requisito para todos. Un caso, cuyos detalles decide el fiscal, se revela a todos los jugadores al comienzo del juego, y a partir de ahí interactúan entre sí.
Cada jugador asume un papel, como juez, abogado, fiscal, testigo, alguacil, periodista o jurado. Cada rol, interpretado en primera persona como un títere de calcetín, tiene una habilidad única que se utiliza para incidir en el juego. El fiscal y el abogado tienen cada uno un conjunto de tarjetas de evidencia seleccionadas al azar, que utilizan para probar o refutar la inocencia del acusado e influir en el juez, que tiene el poder de silenciar a los abogados, declarar veredictos e instruir a otros jugadores. Los otros roles, que son opcionales, añaden elementos adicionales al juego. Por ejemplo, el alguacil puede agredir a otros jugadores, mientras que el periodista puede crear y presentar nuevas pruebas. Cada jugador tiene, además de su poder de rol, varias bolas de papel que puede lanzar a otros para aturdirlos temporalmente.
No hay límite para la duración de un juego, que finaliza cuando el juez declara un veredicto.

## Desarrollo y lanzamiento
Guilty as Sock! fue creado por el desarrollador independiente Demon Max y lanzado para Windows y MacOS a través de Steam el 29 de mayo de 2025, luego de un breve período en demo.

## Recepción
Guilty as Sock! recibió críticas positivas tras su lanzamiento. Su amplia interacción con los jugadores recibió elogios de los críticos, y Elie Gould de PC Gamer lo describió como «el escenario perfecto» para «peleas sin resolver».